# Альмаши, Жужа
Жужа Альмаши (венг. Almássy Zsuzsa, родилась 8 октября 1950 года в Будапеште, Венгрия) — венгерская фигуристка, выступавшая в женском одиночном катании.

## Биография
Начинала занятия фигурным катанием в клубе Ференцварош. С 1956 года стала тренироваться у Ласло Надя, бывшего чемпиона Венгрии, олимпийского чемпиона. На взрослом международном уровне начала выступать в 1964 году, работала с тренером Арнольдом Гершвиллером. На своём дебютном чемпионате Европы она заняла 11-е место.
После завершения любительской карьеры выступала в профессионалах в США. С 1980 года работала тренером в Швейцарии.

## Спортивные достижения
| Соревнования/Сезоны | 1963 | 1964 | 1965 | 1966 | 1967 | 1968 | 1969 | 1970 | 1971 | 1972 |
| ------------------- | ---- | ---- | ---- | ---- | ---- | ---- | ---- | ---- | ---- | ---- |
| Зимние Олимпиады    |      | 17   |      |      |      | 6    |      |      |      | 5    |
| Чемпионаты мира     |      | 18   |      | 7    |      | 8    | 3    | 5    | 7    | 4    |
| Чемпионаты Европы   |      | 11   |      | 6    | 3    | 4    | 4    | 3    | 2    | 4    |
| Чемпионаты Венгрии  | 2    | 1    | 2    | 1    | 1    | 1    | 1    | 1    |      |      |